# Nový rybník (Pomezí)
Modřecký rybník je rybník o rozloze vodní plochy 1,11 ha vybudovaný na Modřeckém potoce. Rybník se nalézá asi 3 km jihovýchodně od centra města Polička v okrese Svitavy. Rybník však leží již na katastrálním území obce Pomezí.  Rybník je využíván pro sportovní rybolov.
Okolo rybníka prochází červená turistická značka a cyklotrasa vedoucí z Poličky do městečka Bystré. 

## Galerie

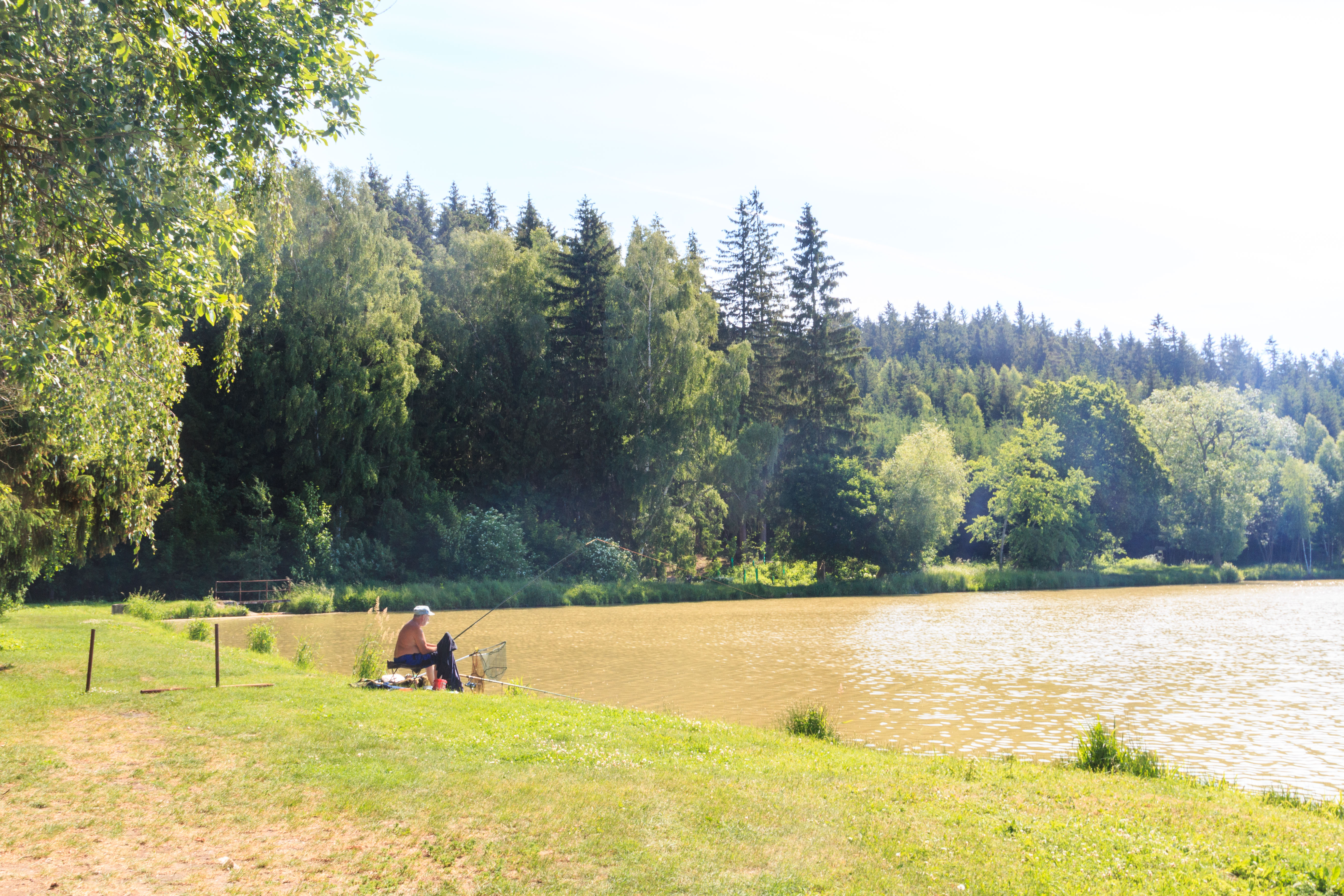
Pohled na Nový rybník
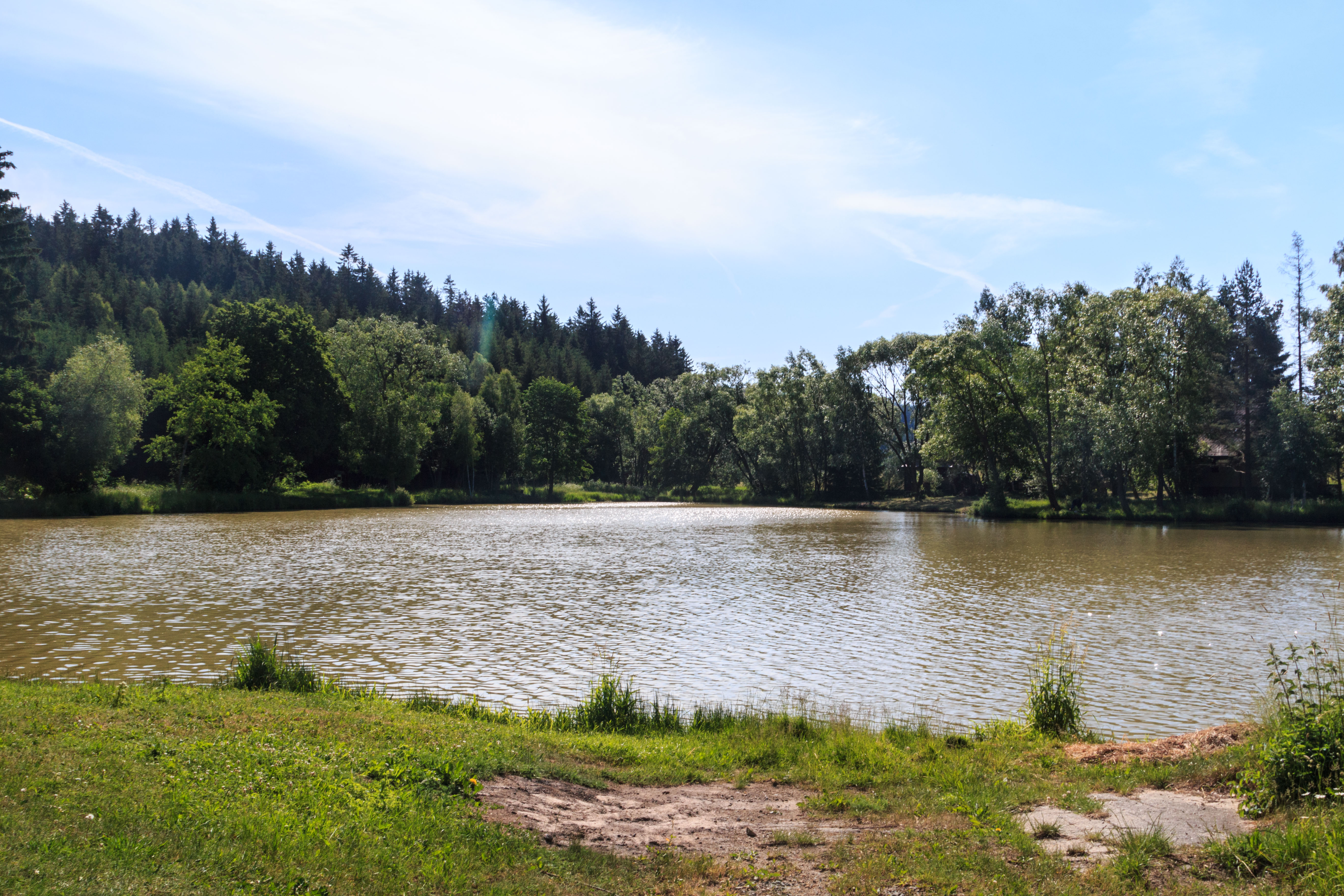
Pohled na Nový rybník
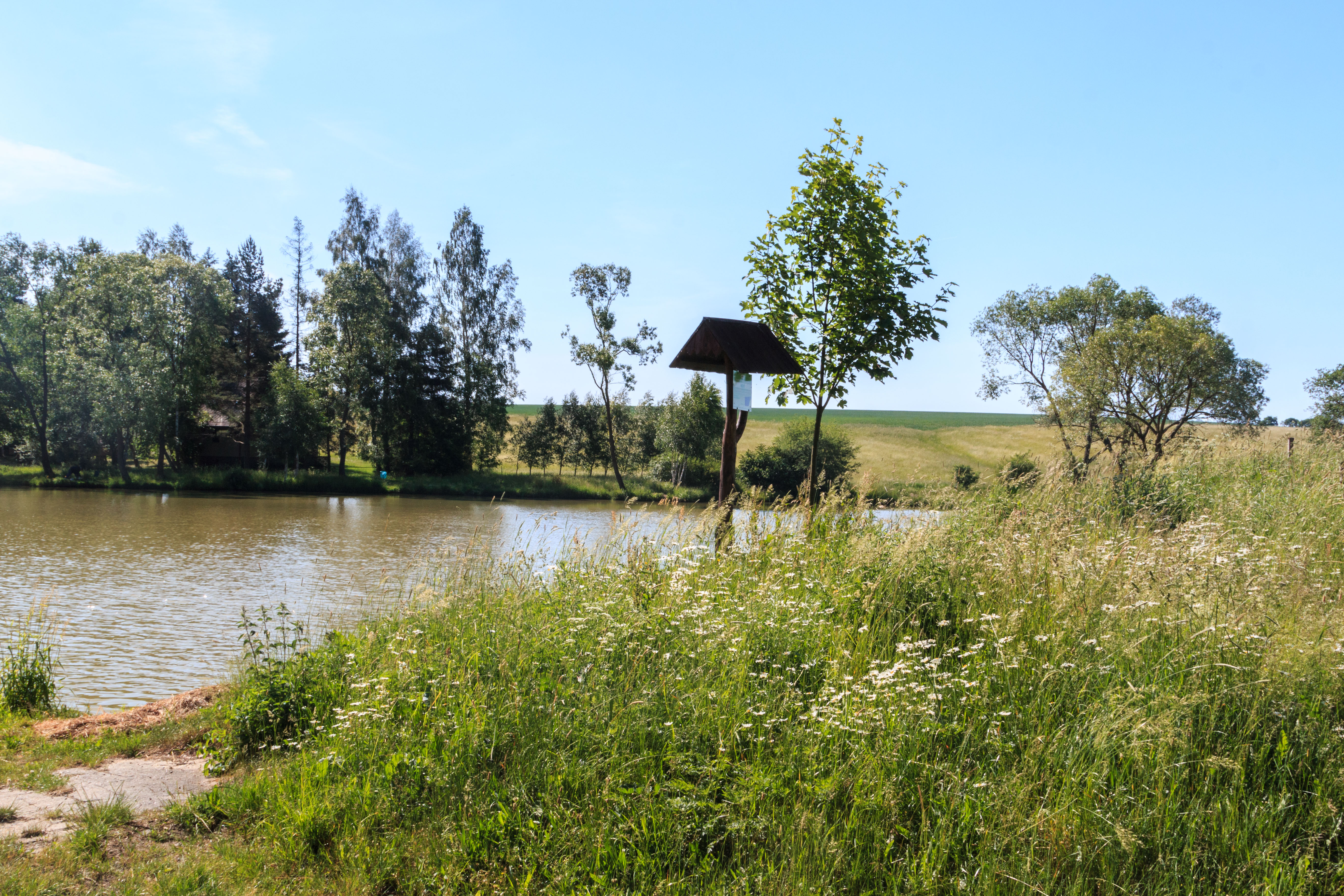
Pohled na Nový rybník
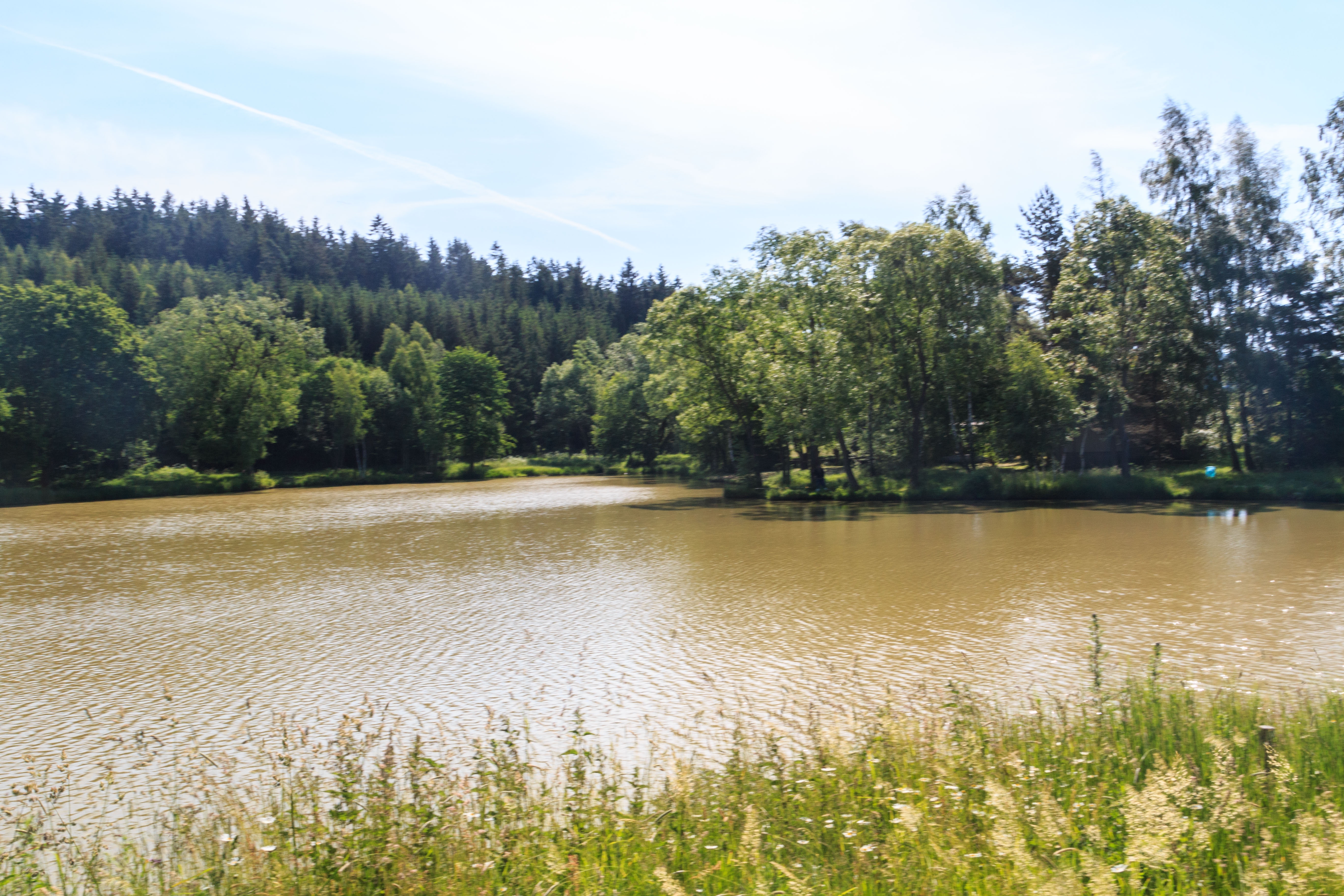
Pohled na Nový rybník